# Pleopody
Pleopody jsou zadečkové (abdominální) nožky vyskytující se u některých skupin členovců. Mají různé funkce, např. samice korýšů na nich nosí přichycená vajíčka a případně i larvy a kmitáním zadečkových nožek jim přihánějí čerstvou vodu. Zadečkové nožky jsou zpravidla výrazně kratší než kráčivé končetiny (pereiopody). Pleopody jsou, stejně jako všechny končetiny členovců, dělené na segmenty. Všechny zadečkové články nesou většinou jeden pár pleopodů. U samců raků čeledí Astacidae a Cambaridae jsou pleopody na prvním zadečkovém článku přeměněné na pomocný pářící orgán zvaný gonopodium.